# Jason Westrol
Jason Westrol (Elizabeth, 20 juni 1988) is een Amerikaans voormalig basketballer.

## Carrière
Westrol speelde collegebasketbal voor de Bentley Falcons van 2006 tot 2010. In 2010 tekende hij een profcontract bij het Roemeense CSU Ploiești waarmee hij landskampioen werd. In de zomer van 2011 werd hij als 102e in de zevende zonde van de NBA Development League draft gekozen door de Iowa Energy. Hij slaagde er niet in om zich in de ploeg te spelen.
In 2012 tekende hij bij de Belgische tweedeklasser Cuva Houthalen waar hij een seizoen speelde. Het seizoen erop tekende hij bij eersteklasser Leuven Bears waar hij twee seizoenen speelde en telkens door de supporters tot club MVP werd verkozen. In 2015 ging hij spelen voor de Franse eersteklasser Le Mans Sarthe Basket en daarna als medische joker voor Limburg United waar hij tot eind december 2015 speelde als vervanger van Barry Stewart.
In 2015 werd hij opgenomen in de Northeast-10 Conference Hall of Fame en in 2023 in de Bentley University's Athletic Hall Of Fame.

## Erelijst
- Roemeens landskampioen: 2011
- Northeast-10 Conference Hall of Fame: 2015
- Bentley University's Athletic Hall Of Fame: 2023